# Hvem dræbte?
Hvem dræbte? (en.: The Murder of Roger Ackroyd) er en Agatha Christie krimi fra 1926, hvor Hercule Poirot er gået på pension i en engelsk landsby, King's Abbot. Hans nye hobby, at dyrke græskar kan dog ikke helt erstatte spændingen ved en morderjagt.

## Plot
Plottet i Christies tredje roman med Poirot i hovedrollen berettes ikke af Arthur Hastings, som har indgået ægteskab og er flyttet til Sydamerika. I sin selvbiografi skriver Christie: ”Hvis jeg absolut skulle have en kærlighedsaffære med i denne bog, kunne jeg lige så godt gifte Hastings bort. For at sige sandheden, tror jeg, at jeg var blevet en smule træt af ham” . I stedet er fortælleren den lokale læge dr. Sheppard, som er blandt de personer, Poirot har knyttet venskab med.
Den hovedrige Roger Ackroyd bliver dræbt af knivstik, og flere af hans familiemedlemmer kan drage økonomisk fordel af hans død. En del af de mistænkte er i akut pengenød, så meget tyder på, at motivet er andel i arven. Det er dog også muligt, at hænger sammen med et mystisk selvmord, fordi Ackroyd har modtaget et afskedsbrev fra den afdøde, som muligvis også er blevet myrdet. De to mulige spor er vævet ind i hinanden, således at romanen hele tiden giver læseren mulighed for at overveje, om de to spor hænger sammen, eller der er tale om to uafhængige forbrydelser. Pointen afsløres i Agatha Christies fortælleteknik.

## Personer
- Hercule Poirot — pensioneret detektiv, som opklarer drabssagen
- Roger Ackroyd — godsejer og fabrikant
- Mrs. Cecil Ackroyd — Roger Ackroyds svigerinde, som er enke.
- Flora Ackroyd — Roger Ackroyds niece (Mrs. Cecil Ackroyds datter)
- Ralph Paton — Roger Ackroyd's stedsøn
- Ursula Bourne — Roger Ackroyds stuepige
- Major Hector Blunt — Roger Ackroyds ven, gæst i huset
- Geoffrey Raymond — Roger Ackroyds sekretær
- John Parker — Roger Ackroyds butler
- Elizabeth Russell — Roger Ackroyds husholderske
- Charles Kent — Elizabeth Russells søn, som er afhængig af narkotika
- Dr. James Sheppard — læge og historiens fortæller
- Caroline Sheppard — Dr. Sheppards søster, skarptandet gammeljomfru
- Mrs. Ferrars — enke, som er interesseret i ægteskab med Roger Ackroyd, men begår selvmord i starten af fortællingen
- Inspector Reglan – den ledende politiofficer i sagen

## Anmeldelser
Bogen nævnes ofte som Christie's egentlige gennembrud som populær krimiforfatter. Det hævdes, at hun her sætter nye standarder for et plot, og især opklaringen er yderst overraskende.. I denne bog spiller hun især på læserens formodede fordom om forfatterens sympati for en bestemt person.
Edmund Wilson, der foragtede kriminalromaner, benyttede Hvem dræbte? som afsæt til et angreb på genren som helhed.

## Bearbejdning
Under titlen Alibi blev Hvem dræbte? opført som skuespil med premiere på The Prince of Wales Theatre i London 15. maj 1928. Instruktøren havde lavet en del ændringer i personkredesen, men efter Christies protest mod dette, blev de fleste ført tilbage til det oprindelige plot.
Hvem dræbte er en episode i den TV-serie om Poirot, hvor David Suchet spiller hovedrollen. Den havde premiere i England 2. januar 2000, og har været vist i DR flere gange, senest den 2. maj 2010. I denne episode har instruktøren en væsentlig anden indfaldsvinkel til plottet end den originale. 

## Danske udgaver
- Hasselbalch, 1938.
- Carit Andersen (De trestjernede Kriminalromaner, bind 8); ny. udgave; 1961
- Carit Andersen (De trestjernede Kriminalromaner, bind 8); ny. udgave; 1966
- Forum Krimi (Agatha Christie,bind 8); 1975
- Forum Krimi. udgave; 1984 ISBN 87-553-0411-7
- Peter Asschenfeldts nye Forlag; bogklub. udgave; 1999. Ny titel: "Mordet på Roger Ackroyd" ISBN 87-7880-272-5
- Peter Asschenfeldts nye Forlag; 1999. Ny titel: "Mordet på Roger Ackroyd" ISBN 87-7880-859-6